# 邓培蒋
邓培蒋（？—？），江西萍鄉人，是一名清朝政治人物。
邓培蒋曾于1760年接替杨长林任华亭县知县一职，1763年由杨长林再任，1764年接替杨宜伦任南汇县知县一职，1765年由陈道耀接任。